# Corso di filosofia positiva
Il Corso di filosofia positiva, conosciuto anche come Sistema di Filosofia Positiva dal 1843, è un trattato del filosofo ed epistemologo francese Auguste Comte. Si tratta della rielaborazione in sei volumi dei materiali tratti dal suo corso sulla storia della scienza, sul metodo scientifico e sulla sociologia, tenuto una prima volta nel 1826, poi dal 1829 ed il 1831. La sua pubblicazione (pianificata inizialmente in cinque volumi, poi espansa a sei), per colpa di problemi editoriali dovuti alla Rivoluzione di Luglio, impiegò ben dodici anni. 

## Contenuti
Il Corso di filosofia positiva inizia con considerazioni generali metodologiche, per poi ricostruire la storia ed il metodo delle scienze nell'ordine stabilito dalla gerarchia enciclopedica di Comte: matematica, astronomia, fisica, chimica, biologia ed infine, negli ultimi tre volumi, sociologia.
In quest'opera Comte espone la legge dei tre stati (teologico, metafisico e positivo) sullo sviluppo storico dello spirito umano e sviluppa la filosofia positivista da lui inventata. In quest'opera, utilizzato per la prima volta nella lezione n. 47 (vol. 4), viene coniato da Comte anche il termine di sociologia, scienza di cui lo stesso Comte è il fondatore. Per Comte la sociologia, come ogni altra scienza, si divide in statica (teoria dell'ordine) e dinamica (teoria del progresso).
Comte ha denominato quest'opera, nei suoi lavori successivi, lavoro fondamentale, riservando la denominazione lavoro principale al suo successivo Sistema di Politica Positiva (1851-54).

## Piano dell'opera
L'opera si presenta in sei volumi così intitolati:
- Preliminari generali e filosofia matematica (luglio 1830);
- Filosofia astronomica e filosofia della fisica (aprile 1835);
- Filosofia chimica e filosofia biologica (marzo 1838);
- Filosofia sociale e conclusioni generali (agosto 1839);
- La parte storica della filosofia sociale, in tutto ciò che concerne lo stato teologico e lo stato metafisico (giugno 1841);
- Supplemento alla filosofia sociale e conclusioni generali (agosto 1842).